# イワン・エドワーズ
イワン・エドワーズ（Iwan Edwards、1937年10月5日 - 2022年3月4日）は、ウェールズ出身の合唱指揮者。

## 来歴
ウェールズ大学でヴァイオリンを学ぶ。
1965年にカナダのモントリオールに移り、高校で音楽を教える傍ら、1972年にセントローレンス合唱団を設立し、その合唱指揮者となる。1991年にはマギル大学の助教授となり、同校の合唱団の指導に当たる。
1988年から、セントローレンス合唱団を主体としたモントリオール交響楽団の合唱団の合唱指揮者となり、2007年までその任にあった。
シャルル・デュトワ指揮モントリオール交響楽団・合唱団と協演したフォーレの『レクィエム』や、ラヴェルの『ダフニスとクロエ』は日本でも知られる。